# Namibia Premier League 2019/20
Die Saison der Namibia Premier League 2019/20 sollte von November 2019 bis Mai 2020 dauern. Titelverteidiger ist Rekordmeister Black Africa. Zunächst sollte die Saison im September 2019 beginnen.
Die Transferperiode für die neue Saison wurde am 24. Juli 2019 eröffnet und dauerte bis 27. September 2019.

## Ligastreitigkeiten
Das FIFA-Normalisierungskomitee der Namibia Football Association hatte beschlossen, dass aus der Saison 2018/19 keine Auf- und Absteiger geben soll. Hingegen hat die Ligaverwaltung die beiden Absteiger  Civics und Orlando Pirates aus der neuen Saison gestrichen und auch dem in der Vorsaison suspendierten Team Young African eine Absage erteilt. Ende September 2019 einigte man sich zunächst auf die Teilnahme der eigentlich abgestiegenen Teams. Über die Teilnahme der Young African sollte in einer Mediation eine Lösung gefunden werden. Anfang Oktober 2019 suspendierte die NFA die NPL wegen Nichteinhaltung dieser Entscheidung und erhielt dabei Unterstützung von der FIFA. Auch die Spielergewerkschaft Nafpu hat sich Mitte November 2019 an die Seite der NFA gestellt und sprach sich dafür aus, dass die NPL die Entscheidung akzeptiere und die Saison zu Ende Februar 2020 beginnen solle.
Mit Stand Januar 2020 ist die Ligazukunft insgesamt fraglich, nachdem MTC Namibia als Hauptsponsor ein Ende der Zusammenarbeit nach der Saison angekündigt hat. Ende Januar 2020 gab die NPL bekannt, dass man ab März die Liga im Turnierformat, mit 13 Vereinen, d. h. ohne Civics, Orlando Pirates und Young African, austragen will. Eine Klage der NPL gegen die NFA wurde vom Obersten Gerichtshof Mitte Februar 2020 abgewiesen.